# Segunda División 1944/45
Die Segunda División 1944/45 war die 14. Spielzeit der zweithöchsten spanischen Fußballliga. Sie begann am 24. September 1944 und endete am 6. Mai 1945. Zwischen dem 17. und 24. Juni 1945 wurden die Relegationsspiele ausgetragen. Meister wurde CD Alcoyano.

## Vor der Saison
14 Mannschaften traten an 26 Spielen jeweils zweimal gegeneinander an. Die beiden besten Vereine stiegen direkt in die Primera División auf, während der Drittplatzierte über ein Play-off-Spiel aufsteigen konnte.
Die letzten beiden der Tabelle stiegen direkt ab, der Drittletzte kämpfte in der Relegation gegen den Abstieg.
Als Absteiger aus der Primera División nahmen Real Sociedad und Celta Vigo teil, Aufsteiger aus der Tercera División waren CD Mallorca, Real Santander und Club Ferrol.

## Abschlusstabelle
| Pl. | Verein                    | Sp. | S  | U | N  | Tore    | Quote | Punkte |
| --- | ------------------------- | --- | -- | - | -- | ------- | ----- | ------ |
| 1.  | CD Alcoyano               | 26  | 13 | 8 | 5  | 057:350 | 1,63  | 34:18  |
| 2.  | Hércules Alicante         | 26  | 15 | 3 | 8  | 055:390 | 1,41  | 33:19  |
| 3.  | Celta Vigo (A)            | 26  | 14 | 4 | 8  | 065:400 | 1,63  | 32:20  |
| 4.  | Real Sociedad (A)         | 26  | 12 | 7 | 7  | 056:340 | 1,65  | 31:21  |
| 5.  | Jerez FC                  | 26  | 11 | 7 | 8  | 052:500 | 1,04  | 29:23  |
| 6.  | Real Santander (N)        | 26  | 11 | 4 | 11 | 069:570 | 1,21  | 26:26  |
| 7.  | Saragossa FC              | 26  | 12 | 2 | 12 | 050:530 | 0,94  | 26:26  |
| 8.  | Betis Sevilla             | 26  | 11 | 4 | 11 | 045:470 | 0,96  | 26:26  |
| 9.  | SD Ceuta                  | 26  | 10 | 4 | 12 | 040:490 | 0,82  | 24:28  |
| 10. | Club Ferrol (N)           | 26  | 10 | 4 | 12 | 044:680 | 0,65  | 24:28  |
| 11. | CD Mallorca (N)           | 26  | 9  | 4 | 13 | 044:550 | 0,80  | 22:30  |
| 12. | CD Constància             | 26  | 9  | 4 | 13 | 042:530 | 0,79  | 22:30  |
| 13. | Cultural Leonesa          | 26  | 10 | 2 | 14 | 041:490 | 0,84  | 22:30  |
| 14. | FC Barakaldo Altos Hornos | 26  | 5  | 3 | 18 | 031:620 | 0,50  | 13:39  |

Platzierungskriterien: 1. Punkte – 2. Direkter Vergleich  – 3. Torquotient – 4. geschossene Tore
| (A) | Absteiger der Saison 1943/44       |
| (N) | Neuaufsteiger der Tercera División |

### Play-offs
Das Spiel zwischen dem Zwölften der Primera División und dem Dritten der Segunda División fand am 17. Juni 1945 statt.
|            | Ergebnis |            |
| ---------- | -------- | ---------- |
| FC Granada | 1:4      | Celta Vigo |

Celta Vigo stieg auf.

### Relegation
Das Spiel zwischen dem Zwölften der Segunda División und den Dritten der Tercera División fand am 24. Juni 1945 statt.
|               | Ergebnis |            |
| ------------- | -------- | ---------- |
| CD Constància | 2:3      | CD Córdoba |

CD Constància stieg ab.

## Nach der Saison
Aufsteiger in die Primera División
- 01. – CD Alcoyano
- 02. – Hércules Alicante
- 03. – Celta Vigo

 Absteiger in die Tercera División
- 12. – CD Constància
- 13. – Cultural Leonesa
- 14. – FC Barakaldo Altos Hornos

 Absteiger aus der Primera División
- FC Granada
- CE Sabadell
- Deportivo La Coruña

 Aufsteiger in die Segunda División
- Gimnàstic de Tarragona
- UD Salamanca
- CD Córdoba